# Wilton, Iowa
Wilton är en ort i Cedar County, och Muscatine County, i Iowa. Vid 2010 års folkräkning hade Wilton 2 802 invånare.